# Saint-Julien-de-Civry
Saint-Julien-de-Civry is een gemeente in het Franse departement Saône-et-Loire (regio Bourgogne-Franche-Comté) en telt 550 inwoners (1999). De plaats maakt deel uit van het arrondissement Charolles.

## Geografie
De oppervlakte van Saint-Julien-de-Civry bedraagt 21,0 km², de bevolkingsdichtheid is 26,2 inwoners per km².
De onderstaande kaart toont de ligging van Saint-Julien-de-Civry met de belangrijkste infrastructuur en aangrenzende gemeenten.

## Demografie
Onderstaande figuur toont het verloop van het inwonertal (bron: INSEE-tellingen).

## Geboren in Saint-Julien-de-Civry
- Bernard Thévenet (1948), voormalig wielrenner